# Germariana terminalis
Germariana terminalis är en insektsart som beskrevs av Walker. Germariana terminalis ingår i släktet Germariana och familjen hornstritar. Inga underarter finns listade i Catalogue of Life.